# Zelia Nuttall
Zelia Maria Magdalena Nuttall, född 6 september 1857 i San Francisco i delstaten Kalifornien, död 12 april 1933 i Coyoacán i Mexiko, var en amerikansk arkeolog och antropolog med de förcolumbianska civilisationerna som huvudområde. Förutom sina talanger inom lingvistik och arkeologi och sina kunskaper om lokala förhållanden i Mexiko, bidrog hon till forskningen genom att återupptäcka och publicera mesoamerikanska manuskript i privata samlingar.

## Biografi
Zelia Nuttall föddes i San Francisco, som ett av sex barn till den irländske läkaren Robert Nuttall och den mexikanskfödda Magdalena Parrott, som var dotter till en kalifornisk bankir. På grund av faderns dåliga hälsa flyttade han och familjen till Europa, där Zelia blev utbildad (bland annat vid Bedford College) och lärde sig flera språk såsom tyska och spanska. År 1876 återvände familjen till Kalifornien, där hon fyra år senare gifte sig med den franska antropologen och upptäcktsresanden Alphonse Pinart. De reste tillsammans genom Västindien, Frankrike och Spanien, och när de återvände till San Francisco år 1882 var Nuttall gravid med deras enda barn, Nadine. Äktenskapet blev olyckligt, och Nuttall separerade från Pinart 1884 och skiljde sig formellt 1888. Hon behöll efter skilsmässan omvårdnaden om barnet och rätten att bruka sitt flicknamn.
Trots det olyckliga äktenskapet hade åren med Pinart väckt hennes intresse för arkeologi. Tillsammans med sin mor, dotter, och två syskon reste hon för första gången till Mexiko år 1884, där hon samlade terrakottahuvuden från Teotihuacan som hon konkluderade skapats av aztekerna vid tiden för den spanska erövringen. Detta framförde hon i en studie 1886 som fick stort genomslag och ledde till att hon fick en honorär tjänst vid Harvards Peabody Museum. Hon blev även erbjuden ansvaret för museets Centralamerikasamlingar, något hon dock avböjde eftersom hon ville forska utomlands. 

## Bosättning i Dresden och studier av samlingar om Mexikos historia
1886 reste Nuttall med sin bror till Europa och etablerade sitt hem i Dresden, Tyskland. Hon bodde där brodern George till1899, men hon kom att resa mycket både i Europa och Kalifornien, innan hon i 1900-talets början bosatte sig permanent i Mexiko. Hon reste från  till Kalifornien, Italien, Spanien, Sverige, Schweiz och Ryssland. År 1902 bosatte hon sig permanent i Mexiko, varifrån hon gjorde avstickare till USA och Hawaii samt Alaska och Europa.  Hon tillbringade de tolv åren då hon bodde i Dresden, med att söka på bibliotek och museer i hela Europa efter information om Mexikos historia. Ett av hennes viktigaste fynd var ett förcolumbianskt dokument med Mixtec-piktogram, nu känt som Codex Nuttall.  Bland hennes viktigaste bidrag till forskningen var att återfinna fornmexikanska texter som tagits av européer och sedan bortglömts. Ett exempel var ett zapotekiskt manuskript med piktogram, som hon spårade från Florens till en brittisk adelsman. Hon hittade manuskriptet i ett privat bibliotek hos baron Zouche i England. Nuttall kunde inte förvärva kodexen, men anlitade en konstnär för att göra en noggrann kopia. Denna publicerades sedan av Peabody Museum 1902. 
Hon upptäckte också Codex Magliabecchiano, som hon publicerade 1903 under titeln The Book of the Life of the Ancient Mexikanos med en introduktion, översättning och kommentarer. Hennes påstående om denna upptäckt bestreds senare av en europeisk forskare som rapporterade sitt fynd något tidigare, men det var Nuttall som publicerade dokumentet och gjorde det tillgängligt för en bred publik.

## Huvudverk och Francis Drake
År 1901 publicerade Nuttall sitt mest omfattande akademiska verk, The Fundamental Principles of New and Old World Civilizations. Verket togs emot väl men hennes teorier om att sjöfarande fenicier seglade till Amerika var felaktiga. Feniciskt inflytande på de mesoamerikanska civilisationerna och teorin om en parallell utveckling mellan Centralamerika och Egypten och Mellanöstern har arkeologerna sedan dess förkastat.
Under en av sina resor tillbaka till Kalifornien träffade Nuttall filantropen Phoebe Hearst. Hearst blev en vän, beskyddare och viktig för Nuttalls fortsatta karriär. Med Hearsts som sponsor arbetade Nuttall med ett uppdrag i Ryssland, organiserat av University of Pennsylvania för att samla etnografiskt material till deras museum. År 1901 sponsrade Hearst inrättandet av en antropologisk avdelning och museum vid University of California, Berkeley, och hon bjöd in Nuttall till organisationskommittén.
1902 återvände Nuttall till Mexiko men arbetade för den nya antropologiska avdelningen i Berkeley. Hearst finansierade ett köp av en stor spansk kolonial herrgård nära Mexico City, som hon döpte om till Casa de Alvarado. Huset blev en mötesplats för arkeologer och etnologer, Nuttall utvecklade intresse för trädgårdsarbete på Casa Alvarado, och studerade mexikansk trädgårdskonst, odlade medicinska örter och samlade frön från gamla mexikanska matväxter.
1908, när hon forskade i Mexikos nationella arkiv, träffade Nuttall på ett okänt manuskript om Francis Drakes jordomsegling. Nutall sökte sedan i arkiv i New York, Spanien, Italien och Frankrike, samt arkiv i Bodleian Library, British Museum och Public Record Office i London efter andra opublicerade dokument rörande Drake och John Hawkins. Resultaten blev mer än 65 tidigare opublicerade dokument, som översattes och inkluderades i hennes bok, New Light on Drake: A Collection of Documents Relating to his Voyage of Circumnavigation, 1577-1580 som publicerades 1914. Baserat på sin egen forskning trodde Nuttall att Drake hade seglat mycket längre norrut än vad man tidigare antaget längs Nordamerikas västkust. Hon sammanfattade sin bok i en artikel, The Northern Limits of Drake's Voyage in the Pacific, skriven för Panama-Pacific Historical Congress 1915. 1916 reste hon till Juan de Fucasundet mellan Vancouver Island och Washington State för att bekräfta detaljerna om Drakes resor.

## Avslutningen av hennes karriär
Nuttall sysslade med mexikansk arkeologi under större delen av sitt liv. Hennes enda försök att leda ett större arkeologiskt projekt, på Isla de Sacrificios omintetgjordes av Leopoldo Batres, Mexikos inspektör av monument. Nutall utförde preliminär forskning på ön och hade fått medel från den mexikanska regeringen, men  Batres utsåg sig själv till chef för projektet och knuffades Nuttall åt sidan. Hon publicerade en fullständig redogörelse för händelsen i American Anthropologist 1910.
Nuttall dog den 12 april 1933 i sitt hem nära Mexico City. Enligt hennes instruktioner förstördes alla hennes personliga papper. Den mexikanska regeringen beslagtog hennes bostad som betalning för skatter och hennes omfattande bibliotek såldes för att betala av skulder. Nuttall hade under sitt liv varit medlem av flera akademiska institutioner, däribland Harvard Peabody Museum och National Museum of Anthropology i Mexico City. Hon utförde de flesta av sina aktiviteter utan lön med en mindre avgift för tjänst. 1895 valdes hon in som medlem av American Philosophical Society.

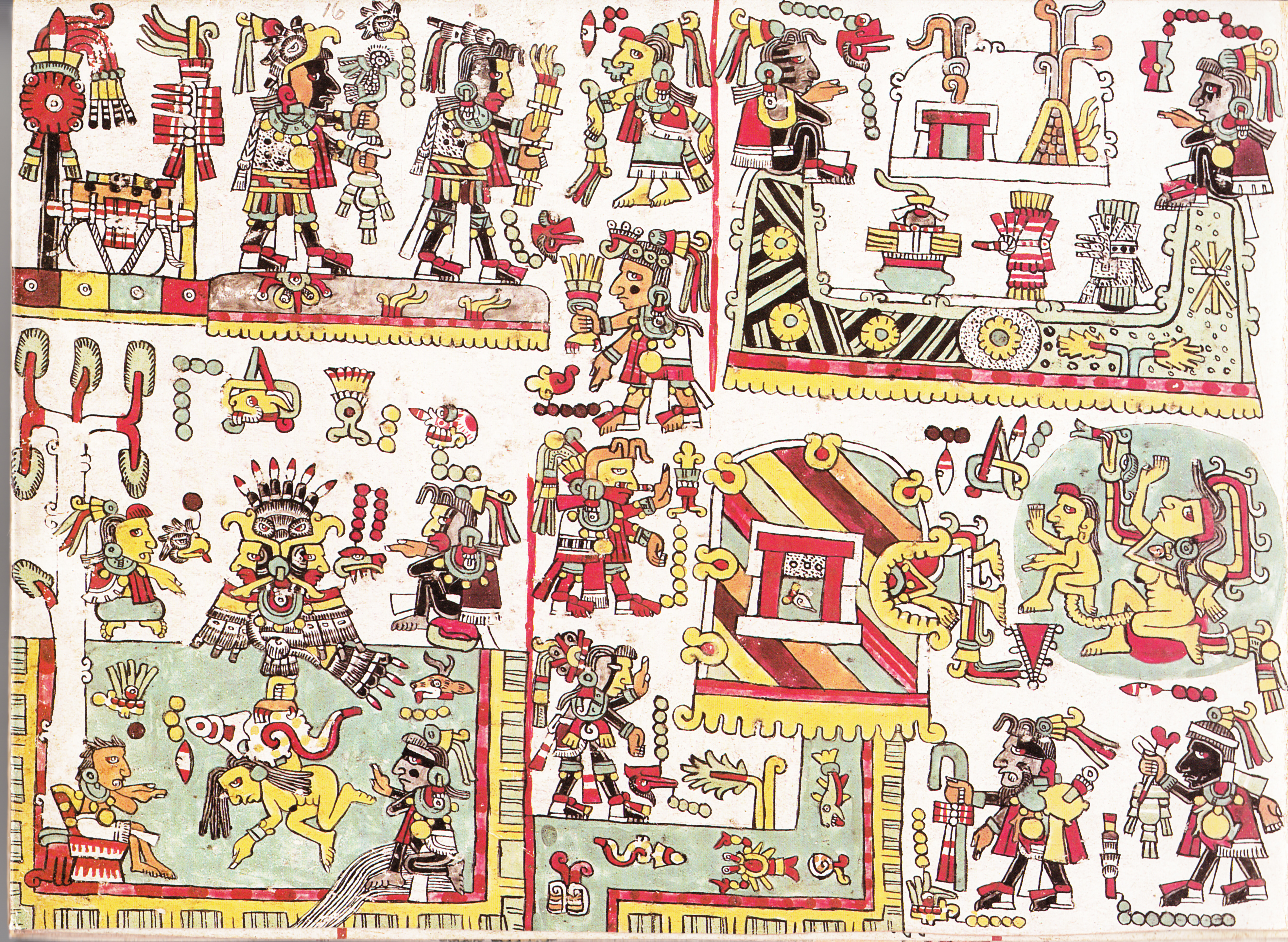
Sida ur Codex Nuttall.

Arkeologin var vid denna tid mansdominerad och i samband med professionaliseringen av fältet lämnades kvinnor, som hade sämre tillgång till universitetsutbildning, utanför. Kvinnliga arkeologer som Nuttall, Sara Yorke Stevenson och etnologen Alice Fletcher sågs därmed som amatörer. Självständigheten från vetenskapliga institutioner gav dock Nuttall friheten att fokusera på forskning hon själv tyckte var viktig, något som hennes kollegor i universitetsvärlden saknade. Hon gynnades även av att vara bosatt i Mexiko, och intresserade sig för den lokala situationen. Hon förespråkade att återinrätta mexikanska traditioner som de spanska erövrarna satt stopp för, och 1928 firades det mesoameriskanska nyåret för första gången sedan 1519.